# Бетола (Милано)
Бетола је насеље у Италији у округу Милано, региону Ломбардија.
Према процени из 2011. у насељу је живело 1052 становника. Насеље се налази на надморској висини од 103 м.